# Mayenne (departamento)
Mayenne é um departamento da França localizado na região País do Loire. Sua capital é a cidade de Laval.	
Mayenne é um dos 83 departamentos originais criados durante a Revolução Francesa em 4 de março de 1790. Os dois terços do norte correspondem à parte ocidental da antiga província do Maine. O terço sul de Mayenne corresponde à porção norte da antiga província de Anjou. Os habitantes do departamento são chamados "Mayennais".
O departamento é variado em topografia. Grande parte dela é plana, mas também há áreas montanhosas, algumas com vales e ravinas íngremes. Da área total de 516.189 hectares (1.275.532 acres), cerca de 354.000 hectares (875.000 acres) são aráveis, 69.000 hectares (170.000 acres) são pastagens, 26.000 hectares (65.000 acres) são florestas e bosques e 50.000 acres (20.200 ha) são charnecas e charneca. Ao norte fica o Maciço Armoricano, um planalto que foi erodido ao longo do tempo, cujo cume mais alto, o Mont des Avaloirs, é o ponto mais alto do departamento a 417 m (1.368 pés) acima do nível do mar. Uma extensão de ramificação ao sul deste planalto forma a crista que divide o Vale Mayenne do Vale Vilaine.